# Ophiomitra dives
Ophiomitra dives är en ormstjärneart som beskrevs av Jean Baptiste François René Koehler 1922. Ophiomitra dives ingår i släktet Ophiomitra och familjen knotterormstjärnor. Inga underarter finns listade i Catalogue of Life.